# Aplomera notogramma
Aplomera notogramma är en tvåvingeart som beskrevs av Mario Bezzi 1905. Aplomera notogramma ingår i släktet Aplomera och familjen dansflugor. Inga underarter finns listade i Catalogue of Life.